# Igor Lukes
Igor Lukes (Praga, 1950) è uno storico e docente universitario ceco studioso dell'Europa orientale in età contemporanea, ed in particolare della Cecoslovacchia durante gli anni del blocco sovietico.
Laureatosi in filosofia all'Università di Praga nel 1976, conseguì nel 1985 una seconda laurea in "Relazioni internazionali" alla "Fletcher School of Law and Diplomacy" della Tufts University. È dal 1988 professore di Storia e relazioni internazionali all'Università di Boston, nonché associato del "Davis Center for Russian Studies" dell'Università di Harvard.
Dal settembre 2005 è inoltre console onorario della Repubblica Ceca a Wellesley, Massachusetts, la cittadina presso cui risiede con la famiglia.